# Adam Szolc
Adam Szolc (* 16. Mai 1966 in Ruda Śląska) ist ein ehemaliger polnischer Fußballspieler.
Adam Szolc startete seine Karriere 1988 beim polnischen Erstligisten Górnik Zabrze als Torwart, mit dem er in fünf Jahren fünf Titel holte. In Zabrze spielte Adam Szolc mit bekannten Spielern wie Tomasz Waldoch und Robert Warzycha.
1993 wechselte er zum polnischen Zweitligisten Krisbut Myszków, bei dem er vier Jahre lang als Kapitän spielte. Zum Abschluss seiner Karriere wechselte er für zwei Jahre zum deutschen Bayernligisten SC 04 Schwabach.